# Marjandi Pisang
Marjandi Pisang is een bestuurslaag in het regentschap Simalungun van de provincie Noord-Sumatra, Indonesië. Marjandi Pisang telt 768 inwoners (volkstelling 2010).